# Romano Prodi
Romano Prodiⓘ (sinh ngày 9 tháng 8 năm 1939) là Thủ tướng Ý. Ông cũng là Thủ tướng Ý từ năm 1996 đến 1998 và Chủ tịch Ủy ban châu Âu từ 1999 đến 2004. Sau kỳ tổng tuyển cử tháng 4 năm 2006, ông trở thành thủ tướng một lần nữa: kết quả bầu cử gần ngang phiếu giữa liên minh trung tả l'Unione (tiếng Ý, "Liên minh") đứng đầu là ông Prodi và liên minh trung hữu Nhà Tự do (Casa delle Libertà) đứng đầu là Silvio Berlusconi. Ngày 19 tháng 4 năm 2006, Tòa án Tối cao Ý công nhận sự thắng cử của l'Unione.
Ông là hội viên của Câu lạc bộ Madrid. Năm 1969 ông cưới Flavia Franzoni; hai vợ chồng có hai đứa trai, Giorgio và Antonio. Gia đình ông vẫn ở Bologna.